# Kulanurjva
Kulanurjva (en georgiano: ყულანურხვა; en abjasio: Ҟәланырхәа, romanizado: Kulanyrjva) es un pueblo que pertenece a la parcialmente reconocida República de Abjasia, parte del distrito de Gudauta, aunque de iure pertenece al municipio de Gudauta de la República Autónoma de Abjasia de Georgia.

## Geografía
Kulanurjva está situado en la costa del mar Negro, a 6 km al oeste de Gudauta. Limita con los pueblos de Achandara y Duripshi en el norte, Gudauta y Lyjny en el oeste; y Abgarjuki por el este.

## Historia
Hasta la década de 1950, Kulanurjva no era un municipio independiente pero desde la década de 1950, el pueblo ha crecido hasta fusionarse con Gudauta (no hay señales en la carretera principal que bordea ambos asentamientos y la arquitectura de los edificios y las granjas locales en el borde de los pueblos es prácticamente idéntica), por lo que es difícil para la gente local saber si todavía están en Gudauta o en Kulanurjva.

## Demografía
La evolución demográfica de Kulanurjva entre 1959 y 2011 fue la siguiente:
| 1662                                                | 1932 | 1358 |
| (Fuente: Population of Abkhazia since Soviet times) |      |      |

La población ha sufrido un descenso de algo menos del 30% por la guerra, manteniéndose como un pueblo con bastantes habitantes. Actualmente, y en el pasado también, la inmensa mayoría de la población son abjasios.
|              | 2011      | 2011       |
| Grupo étnico | Población | Porcentaje |
| ------------ | --------- | ---------- |
| Georgianos   | 7         | 0,5%       |
| Abjasios     | 1280      | 94,3%      |
| Rusos        | 10        | 0,7%       |
| Ucranianos   | 1         | 0,1%       |
| Armenios     | 53        | 3,9%       |
| Griegos      | 1         | 0,1%       |
| Total        | 1358      | 100%       |

## Infraestructura

### Transporte
La carretera que conecta Rusia con Sujumi cruza el pueblo.